# Lee K. Abbott
Lee Kittredge Abbott (Zona del Canal de Panamá, 17 de octubre de 1947-29 de abril de 2019) fue un escritor estadounidense. Fue autor de siete colecciones de cuentos y profesor emérito de inglés en la Universidad Estatal de Ohio en Columbus.

## Biografía
Abbott nació el 17 de octubre de 1947 en la Zona del Canal de Panamá. Su padre, coronel del ejército, finalmente instaló a su familia en Las Cruces, Nuevo México. El desolado paisaje desértico llegaría a ser muy importante en la ficción de Abbott.
Abbott recibió su licenciatura y maestría de la Universidad Estatal de Nuevo México. Después de estudiar en Columbia College, obtuvo su Maestría en Bellas Artes en la Universidad de Arkansas en 1977. Además de dar conferencias sobre el arte de la escritura de ficción, Abbott ha enseñado en varias universidades, comenzando como profesor asistente de inglés en la Universidad Case de la Reserva Occidental en 1977. Se tomó varias licencias para enseñar en otros lugares, incluido Colorado College (1984), la Universidad Washington en San Luis (primavera de 1985) y la Universidad Rice (primavera de 1988). En 1989, se convirtió en profesor de inglés en la Universidad Estatal de Ohio, donde enseñó hasta su jubilación en 2012. En 2007, OSU lo ascendió a Profesor Distinguido de Humanidades. También ha enseñado como escritor residente o como profesor invitado en la Universidad Estatal de Wichita, la Universidad Estatal del Suroeste de Texas, la Universidad Yale, Antioch College, la Universidad Old Dominion, la Universidad de Miami y la Universidad de Michigan. Conocido como un profesor dinámico y atractivo, los estudiantes le dieron constantemente excelentes críticas. Después de retirarse a su natal Nuevo México, fue nombrado profesor visitante distinguido en el departamento de inglés de su alma mater, la Universidad Estatal de Nuevo México.
Sus numerosos cuentos y reseñas, así como artículos sobre literatura y cultura popular estadounidenses, han aparecido en diarios y revistas como Harper's, The Atlantic Monthly, The Georgia Review, The New York Times Book Review, The Southern Review, Epoch, Boulevard., Crawdaddy y The North American Review. Su ficción se ha reimpreso a menudo en The Best American Short Stories y The Prize Stories: The O'Henry Awards. Ha ganado dos veces becas del National Endowment for the Arts y recibió una beca de artista importante del Ohio Arts Council en 1991. También recibió el Premio a la Enseñanza Distinguida de Antiguos Alumnos en 2004. Su última colección de cuentos, All Things, All at Once: New & Selected Stories, fue publicada por Norton en junio de 2006.
Abbott estaba casado con Pamela Jo Dennis, librera de libros infantiles y experta quilter, a quien llamaba en sus correspondencias la "Novia del Rodeo". Jo Dennis falleció de cáncer en 2014. Lee y Pamela tuvieron dos hijos: Kelly y Noel y varios nietos. Lee se volvió a casar en noviembre de 2017 con Natalie Walston, escritora y profesional de relaciones públicas. Natalie tiene un hijo, Tyler Walston, que vive en Denver.
Lee Abbott falleció de cáncer el 29 de abril de 2019, a la edad de 71 años.

## Escritura
Aunque hizo intentos ocasionales de escribir novelas, Abbott se dedicó casi exclusivamente al oficio del cuento. En 2012, cuando se le preguntó por qué nunca llegó a completar una novela, respondió: "... cada vez que me he extendido más de lo habitual, siento que estoy mintiendo. Sólo sé dos cosas: el genio de la historia es su brevedad; y la historia triunfa gracias a lo que deja fuera".
El desarrollo del carácter era particularmente importante para Abbott. Sobre ese tema (en las entrevistas, las aulas, los pasillos oscuros y los pubs abarrotados de ruido) le encantaba citar la película de culto Buckaroo Banzai: "'El carácter es lo que somos en la oscuridad'. …Es la línea de crítica literaria más inteligente que he escuchado jamás. Si bien se pueden aprender cosas sobre cómo viste un personaje, dónde podría vivir, el auto que conduce, ese tipo de cosas no son de interés periodístico para mí. Para mí, Los personajes son tus sueños, tus miedos, tus esperanzas y tus secretos, el tipo de cosas que no sabría al mirarte en un semáforo".
Las muchas influencias de Abbott incluyeron a Flannery O'Connor, William Faulkner, Eudora Welty, Joan Didion, John Casey y RV Cassill. Aunque Abbott llegó a la escena de la ficción en una época en la que el minimalismo estaba de moda, el crítico William Giraldi dijo sobre el debut de Abbott: "The Heart Never Fits Its Wanting es una orgía de estilo, que realiza el truco mágico de ser a la vez ebrio y exacto". —sus narradores son similares a bebedores de talla mundial que pueden beber una quinta parte de Jim Beam y mantenerse erguidos".

## Obras

### Ficción

#### Colecciones
- The Heart Never Fits Its Wanting: Stories (1980)
- Love is the Crooked Thing (1986)
- Strangers in Paradise (1986)
- Dreams of Distant Lives (1990)
- Living After Midnight (1991)
- Wet Places at Noon (1997)
- All Things, All at Once: New and Selected Stories (2006)

### Chapbooks
- One of Star Wars, One of Doom (2007)

### Contribuciones a otras colecciones
- The Company of Dogs ("Where is Garland Steeples Now?") (1990)
- The Grateful Dead Reader ("Dead Reckoning and Hamburger Metaphysics") (2000)
- The Putt at the End of the World (Chapter Four: "Never Up, Never In") (2001)
- Letters to J. D. Salinger (2002)
- Scoring from Second: Writers on Baseball (Foreword) (2007)